# Dicranella setifera
Dicranella setifera är en bladmossart som beskrevs av Georg Friedrich von Jaeger 1872. Dicranella setifera ingår i släktet jordmossor, och familjen Dicranaceae. Inga underarter finns listade i Catalogue of Life.